# Società Sportiva Lazio Calcio Femminile 1975 1981
Questa voce raccoglie le informazioni riguardanti la Società Sportiva Lazio Calcio Femminile 1975 nelle competizioni ufficiali della stagione 1981.

## Rosa
Rosa aggiornata alla fine della stagione.
| N. |                      | Ruolo | Calciatrice        |
| -- | -------------------- | ----- | ------------------ |
|    | Danimarca (bandiera) | A     | Susanne Augustesen |
|    | Italia (bandiera)    | C     | Elena Biondi       |
|    | Italia (bandiera)    | P     | Patrizia Carocci   |
|    | Italia (bandiera)    | A     | Antonella Del Rio  |
|    | Italia (bandiera)    | D     | Maura Furlotti     |
|    | Italia (bandiera)    | A     | Ida Golin          |
|    | Italia (bandiera)    | C     | Nazzarena Grilli   |
|    | Italia (bandiera)    | D     | Ornella Montesi    |

| N. |                    | Ruolo | Calciatrice        |
| -- | ------------------ | ----- | ------------------ |
|    | Italia (bandiera)  | C     | Maria Paola Musici |
|    | Irlanda (bandiera) | C     | Anne O'Brien       |
|    | Italia (bandiera)  | D     | Rosa Rocca (c)     |
|    | Italia (bandiera)  | P     | Eva Russo          |
|    | Italia (bandiera)  | C     | Gloria Schmitt     |
|    | Italia (bandiera)  | D     | Silvia Silvaggi    |
|    | Italia (bandiera)  | D     | Catia Silvestri    |
|    | Italia (bandiera)  | D     | Maria Sossella     |